# 무가 은총 신학
무가 은총 신학(free grace theology, 값 없는 은혜 신학)은 구원의 충분하고 유일한 조건은 예수 그리스도에 대한 믿음이며 누구든 믿는 순간 영원히 의롭게 여김(칭의)받고 영생을 얻게 된다(요한복음 3:16, 로마서 4:5, 히브리서 10:14 등)고 주장하는 기독교 구원론적 관점이다. 무가 은총 신학은 구원 받은 신자의 선행을 하나님과 더 완전한 교제를 누리고 영원한 상급을 얻기 위한 것으로 이해한다. 이 관점에 따르면 선행이나 믿음 안에서 인내하는 것은 (가톨릭과 다르게) 칭의를 얻기 위한 조건이 아니며, 칭의를 얻을 수 있는 공로도 아니며, (대부분의 아르미니우스주의자와 다르게) 칭의를 유지하는 조건도 아니고, (대부분의 칼빈주의자와 다르게) 칭의를 신자 자신에게 입증할 수 있는 증거도 아니다.
이 관점은 구원과 제자도, 즉 그리스도를 구세주로 믿고 영생의 선물을 받으라는 부르심과 그리스도를 따르고 순종하는 제자가 되라는 부르심을 각각 구별한다.
또한 구원은 개인적인 행위에 근거하지 않기에 신자 개인이 자신의 구원을 완전히 확신할 수 있는 가능성을 강조한다.
노먼 가이슬러(Norman Geisler)는 이 견해를 온건파와 강성파로 분류하였다. 온건파를 대표하는 학자는 찰스 라이리(Charles Ryrie), 강성파를 대표하는 학자는 제인 호지스(Zane Hodges)라고 보았다.
현대 무가 은총 신학은 여러 세대주의 신학자들의 구원론에 뿌리를 두고 있으며, 제인 호지스(Zane Hodges)에 의해 "값 없는 은혜"(Free Grace)로 불리게 됐다.

## 역사

### 초대 교회
아우구스티누스(4세기)는 교회에 속해 있는 익명의 개인들을 언급하는데 이들은 오직 믿음만으로 구원을 얻으며 그리스도인들에게 있을 미래 심판은 일시적인 형벌과 보상만으로 이루어지는 것이지 신자가 영생을 누리는 것 자체와는 관계가 없다고 믿었다. 그들은 회개와 선행이 천국을 가기 위해 반드시 필요한 것은 아니라고 이해했다. 아우구스티누스는 이러한 견해를 비판했다.
Pseudo-Chrysostom(6세기)은 순종하지 않는 신자는 하나님 나라에 있을 거지만 그리스도와 함께 "왕 노릇"(reign)할 수는 없다는 일부 무가 은총 신학자들의 견해를 고수한다.

### 후기 역사
웨인 그루뎀은(Wayne Grudem)은 일부 무가 은총 신학 옹호자들이 로버트 샌드맨(Robert Sandeman)과 유사한 견해를 가르친다고 말했다.
구원의 확신에 대한 무가 은총 신학의 견해는 초기 세대주의자들 사이에서도 매우 일반적으로 발견된다. 여기에는 제임스 홀 브룩스(James Hall Brookes)와 C. I.  스코필드(C. I. Scofield)가 포함된다. 그들은 모든 신자가 구원을 절대적으로 확신할 수 있다고 주장하면서도 현대 무가 은총 신학자들과는 다르게 대부분 약한 형태의 성도 견인(perseverance of the saints) 교리는 고수했다.
현대 무가 은총 운동(Free Grace movement)은 많은 부분 루이스 스페리 쉐이퍼(Lewis Sperry Chafer, 1871년 2월 27일 – 1952년 8월 22일)의 신학적 견해에 뿌리를 두고 있다. 그는 "He That Is Spiritual"이라는 책을 통해 무가 은총 신학의 여러 관점들을 명확하게 표현했다. 이러한 행보는 벤자민 B. 워필드(B. B. Warfield)로 하여금 쉐이퍼(Chafer)의 교리에 문제를 제기하게 만들어 작은 논쟁을 불러일으켰다. 쉐이퍼(Chafer)의 견해는 현대의 무가 은총 신학 지지자들에게 주요한 영향을 미쳤다.
주재권 구원론 논쟁이 있기 직전에 에버렛 해리슨(Everett Harrison)은 칭의를 얻기 위해 그리스도를 '인생의 주님'으로 삼고 예수를 따르겠다고 결단해야 한다는 견해에 반대했다. 에버렛 해리슨(Everett Harrison)은 1959년에 이 문제에 관하여 현대 주재권 구원론과 유사한 입장을 지지하는 존 스토트(John Stott)와 토론을 나누었다.
주재권 구원론 논쟁은 무가 은총 신학을 지지하는 사람들과 연관이 있다. 이 논쟁은 예수 그리스도를 구세주로 받아들인다는 의미가 특정 행동이나 도덕 체계를 따르는 것과 같이 그리스도를 향한 삶의 구체적인 헌신을 해야 하는 것을 반드시 내포하는지에 대한 것이었다. 논쟁은 존 맥아더(John McArthur)의 책 '주님 없는 복음'(The Gospel According to Jesus Christ)이 무가 은총 신학 지지자들로부터 큰 반응을 일으키면서 시작됐다. 존 맥아더(John McArthur)의 견해에 대해 처음으로 반박한 사람은 찰스 라이리(Charles Ryrie)였다. 그는 "So Great Salvation"이라는 책을 통해 무가 은총 신학을 명료하게 서술하였다. 이어서 제인 호지스(Zane Hodges)가 주재권 구원론에 반박하는 책을 출판했다. 21세기에 들어 웨인 그루뎀(Wayne Grudem)이 무가 은총 신학에 비판하는 글을 쓰면서 이 논쟁은 다시 주목을 받기 시작했다.
1990년대 무렵, 제인 호지스(Zane Hodges)는 신자가 예수 그리스도께서 약속하신 영생에 대한 믿음만으로도 충분히 구원 받을 수 있다고 주장했다. 신자는 예수 그리스도의 십자가 대속을 통해서 구원 받는게 맞지만 신자가 십자가 대속을 알지 못하더라도 오직 예수님께서 하신 영생에 대한 약속을 믿는 믿음만으로도 구원 받을 수 있다고 주장한 것이다. 이러한 입장은 비판자들로부터 '십자가 없는 복음'이라고 불렸다. 2005년에 Grace Evagelical Society가 제인 호지스(Zane Hodges)의 이런 입장을 공식적으로 선언하자 이는 십자가 없는 복음 논쟁으로 발전해 많은 이들이 Grace Evangelical Society를 탈퇴하게 됐다. 데이빗 R. 앤더슨(David R. Anderson), 조셉 딜로우(Joseph Dillow), 찰리 빙(Charlie Bing) 그리고 찰스 라이리(Charles Ryrie)와 같은 무가 은총 신학자들은 Grace Evangelical Society의 이러한 견해를 부정하며 구원 받기 위해서는 그리스도의 인격과 사역을 믿어야 한다고 주장한다.
현대의 무가 은총 신학의 저명한 지지자, 학자, 신학자들의 예는 다음과 같다.
- 찰스 헨리 메킨토시(Charles Henry Mackintosh)[29]
- 로버트 가베트(Robert Govett)[22]
- 루이스 스페리 쉐이퍼(Lewis Sperry Chafer)[22]
- C. I. 스코필드(C. I. Scofield)[30]
- 워치만 니(Watchman Nee)[22]
- J. 버논 매기(J. Vernon McGee)[31]
- 찰스 라이리(Charles Ryrie)[32]
- 로버트 라이트너(Robert Lightner)[33]
- 에버렛 해리슨(Everett Harrison)[18]
- 메릴 엉거(Merrill Unger)[34][35]
- 제인 C. 호지스(Zane C. Hodges)[36][37]
- 로버트 윌킨(Robert Wilkin)[38]
- 찰스 스탠리(Charles Stanley)[39]
- 제리 버논 로이드(Jerry Vernon Lloyd)
- 토니 에반스(Tony Evans)[40]
- 척 스윈돌(Chuck Swindoll)[41]
- 로버트 티메(Robert Thieme)
- 윌리엄 뉴웰(William Newell)[32][42]
- 랜스 래섬(Lance Latham)[43]
- 데이빗 앤더슨(David Anderson)[2]
- 래리 모이어(Larry Moyer)[44]
- 얼 래드매처(Earl Radmacher)[45]
- 찰스 빙(Charles Bing)[46]
- 켄 윌슨(Ken Wilson)[17]
- 조셉 딜로우(Joseph Dillow)[3]
- 프레드 채이(Fred Chay)[47]
- J. 폴 태너(J. Paul Tanner)[48]
- 랄프 양키 아놀드(Ralph Yankee Arnold)[49]
- 쇼운 라자(Shawn Lazar)[50]
- J. 드와이트 펜테코스트(J. Dwight Pentecost)[17]
- 하워드 헨드릭스(Howard Hendricks)[17]
- 로이 저크(Roy Zuck)[17]
- 래리 모이어(Dr. Larry Moyer)[17]
- 존 월부드(John Walvoord)[17]
- 케네스 W. 예이츠(Kenneth W. Yates)[51]
- G. H 펨버(G.H Pember)[17]
- G. H 랭(G.H. Lang)[17]
- 에드윈 윌슨(Edwin Wilson)[17]
- 케네스 도드슨(Kenneth Dodson)[17]
- R.E. 네이버(R.E. Neighbor)[17]
- D.M. 팬턴(D.M. Panton)[17]
- 앤디 우즈(Andy Woods)[52]
- 존 니에멜라(John Niemelä)[17][53]
- 에리히 사우어(Erich Sauer)[17]
- 데니스 로스커(Dennis Rokser)[54]
- 프레드 리브랜드(Fred Lybrand)[17]
- 마크 베일리(Mark Bailey)[17]
- J. B. 힉슨(J. B. Hixson)[23]
- 토마스 L. 스테갈(Thomas L. Stegall)[23]
- 잭 하일스(Jack Hyles)[55][56]
- 노먼 가이슬러(Norman Geisler)[10]
- 마일즈 스탠포드(Miles Stanford)[10]
- R. T. 켄달(R. T. Kendall)[57]
- 앤서니 B. 배져(Anthony B. Badger)[58]
- 피터 러크만(Peter Ruckman)[59]
- M.R. 디한(M.R. DeHaan)[60]

무가 은총 신학을 대표하는 유명한 단체, 기관은 그레이스 신학 대학교(Grace School of Theology), 그레이스 복음주의 협회(Grace Evangelical Society, GES) 그리고 무가 은총 연합(Free Grace Alliance, FGA)이 있다.
무가 은총 신학은 주로 남침례회, 독립침례교, 플리머스 형제단, 갈보리채플 교회, 초교파 교회, 플로리다 성경 대학교와 연관된 교회, 성경 교회, 워치만 니에 영향 받은 지방 교회, R. B 티메로부터 영향 받은 교리적 교회 등에서 주로 가르친다.

### 달라스 신학교(Dallas Theological Seminary)
찰스 라이리(Charles Caldwell Ryrie), 제인 호지스(Zane C. Hodges), 데이브 앤더슨(Dave Anderson)을 포함하여 많은 현대 무가 은총 신학자들이 달라스 신학교에서 공부하고 가르쳤지만, 현재 신학교는 무가 은총 신학을 고수하지 않는다. 대럴 벅(Darrel Bock)과 대니얼 월러스(Daniel Wallace)를 비롯한 무가 은총 반대자들도 달라스 신학교를 졸업했다. 많은 무가 은총 교회에서 달라스신학교 졸업생들이 목회하고 있다.
달라스 신학교는 20세기에 무가 은총 신학의 영향을 더 많이 받았으며, 여러 교수진이 무가 은총 신학을 지지했었다. 그러한 과거의 영향력에도 불구하고 현재 달라스신학교에서 인기가 많은 관점은 아니다.

### 그레이스 신학 대학교(Grace School of Theology)
달라스 신학교의 졸업생이자 교수였던 데이브 앤더슨(Dave Anderson)은 2001년에 그레이스 신학대학교(원래는 휴스턴 신학대학교)를 설립했다. 그레이스 신학대학교는 "무가 은총 전통에 따른 기독교 학문적 연구에 전념하고 있다."  이 학교의 비전은 "얻을 수도 없고 잃을 수도 없는 사랑인 그리스도의 사랑을 모든 나라의 사람들에게 가르칠 수 있는 영적 지도자를 양성하는 것"이다.  이 학교는 TRACS, ATS, ECFA의 인증을 받았으며 미국 및 해외에서 14개의 학교를 보유하고 있다.  교수진 36명 중 8명이 달라스 신학교에서 교육을 받았다. 그레이스 신학대학교는 수업(전 세계적으로 600명이 넘는 학생)과 무가 은총 신학과 관련된 많은 자료를 출판한 Grace Theology Press를 통해 무가 은총 입장을 장려한다.

### 무가 은총 연합(Free Grace Alliance)
무가 은총 연합(Free Grace Alliance, FGA)은 국제 선교에 중점을 두고 2004년 11월에 결성되었다. 이 새로운 조직은 공식적으로 "다른 이유"로 결성되었지만 그레이스 복음주의 협회(GES) 내 (이사회 의장을 포함한) 저명한 지도자 대부분이 GES가 구원하는 믿음의 내용을 변경하는 것을 거부하면서 무가 은총 연합(FGA)은 2005년 그레이스 복음주의 협회(GES)에서 분리되었다.  제인 호지스(Zane C. Hodges)와 그레이스 복음주의 협회(GES)는 구원하는 믿음의 내용에 관한 교리를 변경했고 무가 은총 연합(FGA)은 2009년에 그레이스 복음주의 협회(GES)와 교류하지 않겠다고 공식화했다. 무가 은총 연합(FGA)는 연례 회의를 개최하며 수많은 지역 교회와 기독교 사역이 회원 또는 계열사로 소속 되어있다.

### 그레이스 복음주의 협회(Grace Evangelical Society)
1986년 로버트 윌킨(Robert Wilkin)이 설립한 그레이스 복음주의 협회(Grace Evangelical Society, GES)는 출판, 팟캐스트, 컨퍼런스에 중점을 두는 사역을 하고 있다.  그레이스 복음주의 협회(Grace Evangelical Society)는 2005년까지 무가 은총 운동의 중심지였다. 하지만 영생과 영원한 안전(eternal security, 한 번 구원 받은 신자는 칭의를 잃을 수 없다는 신학적 입장)을 동의어고 예수님께서 제공하는 영원한 안전에 대한 믿음이 칭의를 얻기 위한 유일한 조건이라고 공식적으로 교리 선언문을 변경하면서 큰 분열을 맞으며 무가 은총 운동의 주류에서 벗어났다.
저명한 신학자인 제인 C. 호지스(Zane C. Hodges)는 2008년 사망할 때까지 무가 은총 신학의 핵심 신학자였다. 말년에 제인 호지스(Zane Hodges)는 예수님의 영원한 구원 약속을 반드시 포함시켜야 올바른 복음 전도가 가능하다는 주장을 하며 논란을 일으켰다. 그는 영원한 구원의 유일한 조건은 예수님께서 하신 영생 약속을 믿는 것이라고 보았고, 그레이스 복음주의 협회(Grace Evangelical Society)는 이 견해를 점점 더 장려하기 시작했다. 이 관점에 따르면 어떤 사람이 예수님이 죽었다가 부활한 하나님이며 구세주라는 것을 믿지만 영원한 구원(영원한 안전, 즉 영원히 유지되는 구원)을 얻기 위해 그를 믿지 않는 경우에는 지옥에 가게 된다. 또한 예수님이 죽음과 부활을 통해 죄에서 구원하시는 하나님이자 구세주라는 것을 부정하지만 예수님이라는 이름의 사람을 영원한 구원을 얻기 위해 믿는다면 그리스도인이 될 수 있다고 주장한다. 협회 웹사이트에 따르면 구원은 "오직 사람의 죄를 위해 대속적 죽음을 십자가에서 당하시고 육체적으로 부활하신 주 예수 그리스도를 믿는 믿음만"으로 얻어진다. 하지만 협회 옹호자들은 그리스도인이 되기 위해 예수님의 죄를 위한 대속적 죽음과 부활을 반드시 믿어야 한다는 것을 부정한다.
그레이스 복음주의 협회(Grace Evangelical Society)의 공식 교리 성언문 변경으로 인해 2005~2006년에 많은 회원(이사회 의장 포함)과 학계 회원의 대다수가 협회를 떠났다. 학계의 거의 모든 무가 은총 신학자들은 영생(eternal life)과 영원한 안전(eternal security)이 같은 것이 아니라고 주장하면서 새로운 교리 선언서를 거부했다. 그들은 또한 이 견해가 결과적으로 서기 100년부터 1500년대까지 모든 기독교인을 지옥에 갔다는 걸 의미한다는 점에서도 반대했는데 당대에 누구도 영원한 안전을 믿었다는 증거가 없기 때문이다. 그레이스 복음주의 협회(Grace Evangelical Society)의 존 니에멜라(John Niemelä)는 그 시대에도 성구집에서 요한복음을 정기적으로 읽음으로써 예수님의 영생의 약속에 대한 믿음이 존재했다고 반박했다. 그러나 윌슨(Wilson)은 니에멜라(Niemelä)의 주장이 비형식적 논리 오류에 근거한 것이라고 대응했다.
그레이스 복음주의 협회(Grace Evangelical Society)는 그레이스 복읍주의 협회 신학교(Grace Evangelical Society Seminary)라는 미승인(unaccredited) 신학교를 추가로 운영한다.

### 그 외의 무가 은총 신학 관련 단체
쉐이퍼 신학교(Chafer Theological Seminary) 및 그레이스 성경 신학교(Grace Biblical Seminary)와 같은 일부 소규모 미승인(non-accredited) 신학교는 무가 은총 신학을 장려하고 목회자들을 무가 은총 관점으로 훈련한다. 이 견해는 또한 수백 명의 무가 은총 목사들을 훈련시킨 플로리다 성경 대학(Flordia Bible College)에 의해 많이 장려되었다. 플로리다 성경 대학(Florida Bilbe College)은 전성기에 약 1,500명의 학생이 있었지만 90년대 후반에 문을 닫았다가 2013년 랄프 양키 아놀드(Ralph "Yankee" Arnold)에 의해 재개되었다.  Free Grace International은 래리 C 키친(Larry C Kitchen), 루카스 키친(Lucas Kitchen) 및 쇼운 라자(Shawn Lazar, GES에서도 근무함)가 근무하는 무가 은총 조직이다. 이 조직은 전 세계적으로 무가 은총 신학을 홍보한다.

## 믿음

### 핵심 믿음 테이블
역사적으로 무가 은총 신학의 공통된 믿음은 다음과 같다.
| 믿음                                                              | 설명 |
| ----------------------------------------------------------------- | --- |
| 오직 믿음으로 (Faith alone)                                       | 사람은 그리스도를 믿음으로 말미암아 하나님께 의롭게 여김받으며(전가된 의, Imputed righteousness) 이러한 의는 믿음 이전이나 이후의 행위와 상관이 없다. 요한복음 3:14-17은 예수님을 믿는 것을 이스라엘 민족들이 치명적인 독을 치료 받기 위해 광야에서 놋뱀을 바라보는 것에 비유한다(민수기 21장). |
| 관계는 친밀감과 다르다. (Relationship differs from intimacy)      | 신자가 자녀의 신분으로 하나님을 아버지로 두는 영구적인 관계는 오직 믿음으로 시작된다. 누구든 믿는다면 거듭나게 되고 이러한 영적인 출생은 취소될 수 없다. 하지만 가족 관계가 친밀함을 보장하지는 않는다. 하나님과의 친밀함은 순종을 요구한다. |
| 칭의는 성화와 다르다. (Justification differs from sanctification) | 하나님께 의롭게 여김받는 것(칭의, Justification)은 오직 믿음으로만 주어지는 무조건적이며 값 없는 선물이지만, 성화(Sanctifiaction)가 이루어지기 위해서는 하나님께 순종하는 것이 필요하다. 모든 그리스도인의 성화는 보장되지 않는 것이다. 반면 모든 그리스도인에게는 죄 없는 상태로의 최종적인 영화(Glorification)는 보장된다(로마서 8:30; 빌립보서 2:12). |
| 영원한 안전 (Eternal security)                                    | 누구든 일단 예수 그리스도를 하나님과 구세주로 믿었다면 그 사람은 이후의 행동에 상관없이 하나님과 영원히 함께 영생을 누린다. 자녀로서 하나님의 가족이 되는 것은 영구적이고 취소할 수 없는 선물이다(로마서 11:29). |
| 구원의 확신 (Assurance of salvation)                              | 모든 그리스도인은 하나님과 영원히 함께 할 것이라고 확신할 수 있다. 하나님께서는 신자의 믿음만으로 그를 영원히 의롭게 여기시고 그에게 영생을 제공하시기 때문이다. |
| 보상과 훈육 (Rewards and Discipline)                              | 모든 그리스도인은 그들의 행위와 그리스도의 성품과 일치하는 정도(또는 불일치 정도)에 따라 그리스도의 심판을 받게 될 것이다. 이것은 그리스도의 심판대(Judgment seat of Christ) 또는 그리스도의 베마 자리(Bema seat of Christ)라고 불리며(고린도후서 5:10, 로마서 14:10 참조), 여기서 그리스도인들은 믿음을 통한 순종함으로 보상을 받는다. 이 심판은 천국이나 지옥에 관한 것이 아니라 보상(봉사에 대한 대가)이나 일시적인 형벌에 관한 것이다. 하나님께서 그의 자녀들을 가족으로 받아들이시는 것은 초기 믿음 이외에는 무조건적이지만 하나님께서 주시는 영원한 영광과 부와 권세는 오직 하나님께 순종한 자녀들에게만 주어진다. 좋은 부모는 자녀를 징계하고 해로운 행동에 동의하지 않는다. 마찬가지로 하나님께서는 파괴적인 결과를 초래하는 죄악된 행동을 허락하지 않으실 것이다(히브리서 12:5-11). |

### 구원론
무가 은총 신학은 강력한 형태의 이신칭의를 주장한다는 특징이 있다. 무가 은총 신학은 죄로부터 돌이키기, 세례, 믿음의 인내와 같은 것들은 구원을 위해 필요한 것이 아니라 영원한 보상을 위해 필요하다고 주장한다. 무가 은총을 지지하는 작가들은 일반적으로 선행이 영생을 얻거나, 유지하거나, 자기 자신에게 영생이 있다고 증명하는 역할을 하지 않는다는 점에 동의한다. 즉, 예수님은 그를 믿는 사람들에게 영원한 구원을 값 없이 은혜로 베푸신다. 무가 은총 신학자들은 보편적으로 신자의 영원한 안전(한 번 의롭게 여김 받은 신자는 영원히 의롭게 여김 받음)을 주장하지만 모든 신자가 반드시 믿음 안에서 인내하는 것은 아니라고 본다. 따라서 무가 은총 신학자들은 예수 그리스도를 믿는 사람은 누구나 미래의 죄, 불신, 배교 등 미래의 행동에 관계없이 천국에 갈 것이지만 죄를 짓거나 믿음을 버린 그리스도인은 하나님의 징계를 받게 될 것이라 주장한다. 예를 들어, 로버트 티메(Robert Thieme)는 “신자는 결코 자신의 영원한 생명을 잃을 수 없지만, 자신의 영적 생명을 파괴하고 ‘하나님께서 자기를 사랑하는 자들을 위해 예비하신’ 모든 축복을 잃을 위험에 처할 수 있다”고 말한다. 무가 은총 신학은 신자가 죄에 대한 현세적인 심판을 경험할 수 있다고 주장함으로써 몇몇 은사주의 교사들이 가르치는 소위 "초은혜(Hyper-Grace)" 견해와 구별된다.
무가 은총 신학은 성경에서 사용되는“구원”과 “구원하다”라는 단어를 신중하게 다룬다는 특징이 있다. 무가 은총 신학자들은 신자들이 다양한 의미의 구원을 경험할 수 있으며 구원이 성경에서 언제나 지옥으로부터의 구원을 의미하지는 않는다는 점을 강조한다. 이는 가령 사도행전 27:34에서 확인되는데, 여기서 헬라어 단어 soteria(일반적으로 "구원"으로 번역된다)는 "건강" 또는 "힘"으로 번역되는데 이는 음식이 육체적 죽음에서 그들을 구원하는 데 도움이 된다는 의미가 있기 때문이다. 영적으로는 구원은 죄의 영원한 형벌로부터의 구원(칭의), 그리스도인에 대한 현재 죄의 권세(성화)로부터의 구원, 미래에 있을 죄에 대한 모든 가능성으로부터의 구원(영화), 하나님께서 창조 시 인류를 위해 의도하신 대로 세계를 통치할 수 있는 권리의 회복(통치하도록 회복)되는 것을 의미할 수 있다.
그리스도인의 삶에서 나타나는 열매의 문제에 관해서는 무가 은총 신학자들 사이에 약간의 의견 차이가 있다. 온건한 무가 은총 신학자들은 믿음의 열매가 겉으로 명백하지 않거나 인생이 끝날 때까지 지속되지는 않을 수 있지만 믿음이 필연적으로 어느 정도의 열매로 이어질 것이라고 주장한다. 그러나 강성한 무가 은총 신학자들은 모든 그리스도인이 자신의 삶에서 반드시 열매를 맺는 것은 아니라고 주장한다.

### 회개
무가 은총 신학자들은 일반적으로 회개에 대한 3가지 견해 중 하나를 지지한다.
해리 A. 아이언사이드(Harry A. Ironside), 루이스 스페리 쉐이퍼(Lewis Sperry Chafer), 찰스 라이리(Charles Ryrie), 월부드(Walvoord), 펜테코스트(Pentecost), 찰리 빙(Charlie Bing) 등을 포함한 다수의 무가 은총 신학자들은 회개(metanoia)가 죄로부터 돌이키는 것이나 죄에 대한 슬픔이 아니라 마음의 변화를 의미한다고 본다. 이러한 관점에 따르면 회개는 믿음과 동의어로 간주된다.
두 번째 견해는 제인 호지스(Zane C. Hodges), 데이빗 앤더슨(David Anderson) 및 로버트 윌킨(Robert Wilkin)에 의해 제안되었다(이들은 초기에는 Ryrie와 Chafer의 견해를 고수했다). 이 견해는 회개를 자신의 죄에서 돌이키는 것으로 이해하지만 이러한 회개를 영생을 얻기 위한 조건은 아니라고 본다. 오직 그리스도를 믿는 믿음만이 영생을 얻기 위한 조건이기 때문이다. 제인 호지스(Zane Hodges)는 그의 저서 "하나님과의 조화(Harmony with God)"에서 이 견해를 제시했는데, 거기서 그는 회개가 구원의 조건이 아니라 하나님과의 교제와 성화의 조건이라고 주장했다. 믿지 않는 사람들에게도 회개가 전파될 수 있으며, 이 경우에 회개하면 그리스도를 믿는 믿음을 갖기 쉬워진다고 이해한다. 제인 호지스(Zane Hodges)는 누가복음 13:3에서 예수님은 이스라엘 민족에게 로마인에 의해 유대가 멸망할 것을 경고하는 것이라고 이해했다.
대신에 조셉 딜로우(Joseph Dillow)는 회개를 죄에 대한 후회 또는 회한을 의미하는 것으로 이해하고 이러한 회개는 믿음을 가지기 위해서 필요한 심리적인 전제 조건이라고 본다. 그러나 딜로우는 회개가 그리스도에 대한 헌신(commitment)으로 간주되어야 한다는 견해를 거부한다.

### 그리스도의 심판대
무가 은총 신학자들은 그리스도의 심판대에서 결정되는 영원한 보상의 교리를 강조한다. 무가 은총 신학에서 구원과 선행을 연결하는 것처럼 보이는 구절들은 칭의가 아닌 영원한 보상을 언급하는 것으로 이해된다. 개인이 각자의 봉사에 따라 받는 보상의 정도가 다르다는 견해는 고린도전서에서 바울이 "불 가운데서 받은 것 같이" 구원받는다고 언급한 것을 비롯한 여러 구절에 대한 해석들에 근거한다. 무가 은총 신학자들은 이를 그리스도를 섬기지 않은 사람들이 영원한 보상을 상실하더라도 구원을 받을 것이라는 의미로 받아 들여왔다.영원한 보상에 대한 이러한 견해는 스코필드(Scofield)로부터 영향을 받았다.
조디 딜로우(Jody Dillow)는 영원한 보상을 (a) 깊어진 친밀감 (b) 명예 (c) 봉사로 분류 하였다.

### 하나님의 훈육
무가 은총 신학자들은 불의한 신자들이 엄격한 하나님의 징계를 받게 될 것이라고 주장한다. 무가 은총 신학자들은 종종 히브리서 6장과 10장에 나오는 경고를 배교에 대한 신의 엄격한 징계에 대한 경고로 해석한다. 노먼 가이슬러(Norman Geisler)와 같은 일부 사람들은 이러한 경고를 영원한 보상에 관한 것으로 이해했다.

### 야고보서와 요한서신
무가 은총 신학자들 사이에는 야고보서에 대한 해석 차이로 인해 구원의 결과로서 나타나는 선행의 역할에 대한 견해 차이가 있다. 밥 윌킨스(Bob Wilkin), 제인 호지스(Zane Hodges ) 조셉 딜로우(Joseph Dillow)와 같은 대부분의 무가 은총 신학자들은 야고보서 2:17에 언급된 "죽은 믿음"을 소유한 사람이 거짓 회심자는 아니라고 주장한다. 이 관점에 따르면 "죽은 믿음"이라는 용어는 현세나 그리스도의 심판대에서 유익하지 못한 믿음을 의미하는 것이지 거짓 회심을 의미하는 것은 아니다. 따라서 야고보서에서 “그 믿음이 저를 구원할 수 있느냐”라고 말할 때, 구원은 죄의 일시적인 결과로부터의 구원(제인 호지스의 경우), 보상의 상실로부터의 구원(찰리 빙의 경우), 둘 다(Joseph Dillow의 경우) 또는 야고보서 2장에 설명된 가난한 사람의 육체적 구원(R. T. Kendall의 경우)을 의미한다. 이러한 무가 은총 신학자들은 야고보가 문맥상 영원한 구원을 말하고 있지 않는다고 주장해 왔다. 케네스 윌슨(Kenneth Wilson)은 어거스틴이 야고보서 2장에 대한 잘못된 해석으로 "악마의 거짓 믿음"에는 행함이 없는 반면 "참된 믿음"은 항상 선한 행실을 낳아야 한다는 결론을 도출했다고 주장했다.
이와 대조적으로, 찰스 라이리(Charles Ryrie)는 무가 은총 신학자이면서도 믿음이 자연스럽게 선행으로 이어진다고 믿었고 야고보서의 구원을 영원한 구원을 의미하는 것으로 해석했다. 하지만 라이리(Ryrie)는 신자가 항상 열매를 맺는 것도 아니고 그 열매가 반드시 외적으로 드러나는 것도 아니라고 주장하며 주재권 구원론에 반대했다. 라이리(Ryrie)는 신자들이 "어떻게든, 언젠가, 어딘가에서" 열매를 맺을 것이라고 덧붙였지만 "육신적인 기독교인"이라는 범주가 가능하다는 점에는 동의했다. 라이리(Ryrie)는 주재권 구원론이 가지고 있는 선행에 대한 견해는 사람들을 "열매 감독관(fruit inspectors)"으로 만든다는 점에서도 주재권 구원론을 비판했다.
개혁주의 신학자들은 종종 요한의 첫 번째 서신을 자신이 의롭게 되었는지(칭의를 받았는지) 알 수 있는 시험으로 이해한다. 하지만 무가 은총 관점에서는 이 서신을 신자가 하나님과 교제하고 있는지에 대한 시험으로 이해한다. 무가 은총 신학자들은 요한1서의 "알다"와 같은 단어를 구원이 아닌 친밀함을 의미하는 것으로 해석한다.

### 그리스도와 함께 다스리기(Reigning with Christ)
신자가 다가올 미래에 그리스도와 함께 천년간 다스릴 것이라는 내용의 성경 구절은 무가 은총 신학자들 사이에서 논쟁을 불러일으켰다. 디모데후서 2:11~13이 논쟁이 되는 지점이다 “ 미쁘다 이 말이여 우리가 주와 함께 죽었으면 또한 함께 살 것이요 참으면 또한 함께 왕 노릇 할 것이요 우리가 주를 부인하면 주도 우리를 부인하실 것이라 우리는 미쁨이 없을지라도 주는 항상 미쁘시니 자기를 부인하실 수 없으시리라" 무가 은총 신학자들은 이 구절을 여러 가지 다른 방식으로 이해해 왔다. 조셉 딜로우(Joseph Dillow)는“이기는(overcome)” 충실한 그리스도인들만이 그리스도와 함께 통치하게 될 것이며 충실하지 못한 자들은 여전히 왕국에 들어가지만 그리스도와 함께 통치하지는 못할 것이라고 이해한다. 다른 무가 은총 옹호자들은 이 구절이 그리스도인이 그리스도와 함께 통치할 것 인지가 정해지지 않았다고 가르치는 것이 아니라 그리스도인이 그리스도와 함께 통치하는 자격의 일부분 상실할 수 있다는 것을 가르친다고 주장한다.
이 주제는 "바깥 어두운 데(outer darkness)" 교리와 관련이 있다. 조셉 딜로우(Joseph Dillow)와 찰스 스탠리(Charles Stanley), 제인 호지스(Zane Hodges), 켄 윌슨(Ken Wilson)과 같은 사람들은 마태복음 22:13과 다른 두 구절에 언급된 "바깥 어두운 데(outer darkness)"가 지옥을 말하는 것이 아니라 천년 왕국에서 제외되는 것을 말하는 것이라 주장한다. 그러나 모든 무가 은총 진영에서 “바깥 어두운 데(outer darkness)”에 대한 이러한 견해를 가르치지는 않는다. 이러한 견해는 "개신교 연옥(protestant purgatory)"을 가르친다고 비판을 받아왔지만, 이 견해를 옹호하는 이들은 "개신교 연옥(protestant purgatory)”라는 이해는 잘못됐으며 그것이 고통의 장소이거나 정화의 필수 단계인 것은 아니라고 반박했다. 워치만 니(Watchman Nee), 로버트 가벳(Robert Govett), 펨버(D.M Pember) 및 팬턴(D.M Panton)은 오직 의로운 믿는 이들만이 천년 왕국에 들어갈 것이라고 주장했다. 그들의 견해에 따르면, 육신적으로 살았던 신자들은 문자 그대로 일시적인 고통의 장소인 "바깥 어두운 데(outer darkness)"에서 1000년을 보내야 한다.

### 세대주의
현대 무가 은총 신학은 반드시 그런 것은 아니지만 일반적으로 역사 철학과 체계에 있어 세대주의적이다. 일부 무가 은총 신학자들은 무가 은총 신학이 세대주의의 자연스러운 결과라고 제안했다. 하지만 무가 은총 신학을 고수하는 소수의 비세대주의자들도 있다.
데이브 앤더슨(Dave Anderson)에 따르면 무가 은총 신학은 세대주의 자체보다는 전천년주의와의 연관성이 더 강하다.

### 구원의 확신
모든 무가 은총 신학 지지자들은 하나님과 함께 영원을 보낼 것이라는 확신은 개인의 행위나 그에 따른 성화의 진전이 아니라 오직 예수 그리스도를 믿는 믿음을 통한 성경의 약속에 근거한다는 데 동의한다. 이 견해는 영생의 선물(믿음으로 의롭게 됨)과 제자도(순종)를 선명하게 구별한다. 신자는 죄를 짓거나 잠재적인 실패로 인해 구원을 잃지 않으며 구원의 확신은 자기 행위에 대한 반성이 아니라 성경에 근거해야 하는 것으로 이해한다. 하나님은 그리스도의 완전하심을 통해 사람들을 의롭다고 선언하신다. 인간이 완전함을 향해 나아가는 작은 발걸음은 그리스도의 완전함에 비하면 극히 미미하다. 그러므로 완전을 향한 자신의 발전을 다른 사람의 발전과 비교하는 것은 현명하지 못한 것으로 간주된다(고후 10:12). 확신의 근거는 신자들에게 값 없이 주어지는 그리스도의 완전하심(전가된 의, imputed righteousness)이지, 점진적으로 거룩해지는 경험이 아니다. 달라스 신학교는 구원의 확신과 관련하여 교리적 진술 XI조에서 무가 은총 신학의 일반적인 합의를 요약한다.
우리는 성경에 계시된 그리스도를 믿음으로 말미암아 성령으로 거듭난 모든 사람이 그분을 구주로 영접하는 바로 그 날부터 구원을 확신할 수 있는 특권이 있다고 믿는다. 이 확신은 자신의 합당성이나 적합성에 대한 공상적인 발견에 기초한 것이 아니라 전적으로 하나님의 기록된 말씀에 있는 하나님의 증언에 기초하며 그분의 자녀들에게 사랑과 감사와 순종을 불러일으키는 것이다(누가복음 10:20; 22:32; 고린도후서 5:1, 6-8; 히브리서 1:12; 요한일서 5:13).

### 믿음의 내용
무가 은총 신학자들 사이에는 구원(칭의)하는 믿음의 내용에 관한 논쟁이 있다. 만년에 제인 호지스(Zane Hodges)와 그레이스 복음주의 협회(Grace Evangelical Society)는 구원하는 믿음은 예수님께서 하신 영생의 약속에 대한 확신이라 주장했다. 그레이스 복음주의 협회(Grace Evangelical Society)는 그리스도의 신성, 속죄, 부활에 대한 지식이 칭의를 얻는 데 반드시 필요한 것은 아니지만 성화를 위해서는 필요한 것으로 이해한다. 모든 무가 은총 신학자들이 이러한 견해를 공유하지는 않는다. 찰스 라이리(Charles Ryrie), 찰리 빙(Charlie Bing), 조디 딜로우(Jody Dillow)와 같은 신학자들은 구원하는 맏음의 대상(또는 내용)을 예수 그리스도의 인격과 사역으로 본다.이들에게 구원을 위해 그리스도의 장사에 대한 믿음이 필요한지에 대해서는 작은 의견 차이가 존재한다.
일반적으로 무가 은총 신학자들은 구원(칭의)에 있어서 믿음의 “질(quality, 특성)"보다 믿음의 “대상(object)”이 중요하다고 주장한다. 찰리 빙(Charlie Bing)은 다음과 같이 말했다 "믿음의 질(quality, 특성)을 강조한다는 것은 필연적으로 믿음의 대상(object)이 덜 강조된다는 것을 의미한다."

### 제자도
무가 은총 신학자들은 제자도와 구원을 구별한다. 무가 은총 신학자들은 제자도가 더 높은 생명(영원한 보상)을 경험하기 위한 조건이지만 구원(칭의)을 위해 반드시 필요한 것은 아니라고 주장한다. 무가 은총 신학은 진실된 그리스도인이 제자도의 부르심에 응답하지 않는 것이 실제로 가능하다고 보기 때문에 제자도는 구원의 필연적인 결과로 간주되지 않는다. 조셉 딜로우(Joseph Dillow), 찰리 빙(Charlie Bing), 제인 호지스(Zane Hodges)와 같은 일부 무가 은총 신학자들은 “이기는 자(overcomers)”와 그렇지 않은 그리스도인을 구별하기도 하는데 이는 요한계시록 해석에 근거를 둔다. 이 관점에서 이기는 것은 영원한 보상을 받는 기준이다. 그러나 제자도와 구원의 구별과는 달리 “이기는 자들”과 이기지 못하는 자들의 구별은 모든 무가 은총 신학자들이 받아들이는 것은 아니다. 이런 구별을 받아들이지 않는 무가 은총 신학자들은 요한일서 5장 4절의 “무릇 하나님께 로부터 난 자마다 세상을 이기느니라”라는 구절을 근거로 이런 구별을 거부한다. 그러나 이 구별을 지지하는 사람들은 "이기다"라는 용어가 요한계시록과 요한일서에서 다른 의미로 사용된다고 주장한다.

### 성화
무가 은총 신학은 성화에 대한 신인협력설의 관점(synergistic view)을 취한다. 무가 은총 신학은 성화가 하나님께서 하시는 일이긴 하지만 자동적이거나, 수동적으로 이루어지지는 않는다고 이해한다. 신자가 하나님의 은혜에 협력하지 않기로 선택한다면 그는 성화되지 않을 것이다.

### 속죄
무가 은총 신학자들은 무제한 속죄(unlimited atonement)와 형벌적 대속(penal substitutionary atonemetnt)을 주장한다. 무가 은총 신학은 또한 두 종류의 용서, 즉 지위적 용서(positional forgiveness)와 가족적 용서(familial forgiveness)를 구별한다. 무가 은총 신학자들은 지위적 용서는 오직 믿음을 통해서만 받는 반면, 가족적 용서는 고백을 통해 받는다고 주장한다. 가족적 용서는 구원(칭의)의 조건이 아니라 하나님과의 교제와 친밀감의 조건으로 이해된다.

### 선택
무가 은총 신학자들 사이에는 선택에 대한 다양한 견해가 존재하는데 대부분은 조건적 선택(conditional election)과 자유의지론적 자유 의지(libertarian free will)를 고수한다. 하지만 일부는 온건한 형태의 칼빈주의를 주장하기도 한다. 찰리 빙(Charlie Bing)은 무가 은총 신학자들의 선택에 대한 견해를 다음과 같이 나열했다.
- 선택에 대한 온건한 형태의 칼빈주의는 찰스 라이리(Charles Ryrie)와 루이스 스페리 쉐이퍼(Lewis Sperry Chafer)가 가르쳤다.[142][143]
- 선택을 하나님의 예지에 근거한 선택으로 보는 고전적인 아르미니우스주의적 관점을 취하기도 하지만 이런 견해를 가진 무가 은총 신학자들은 선택 이외의 아르미니우스주의의 다른 교리들은 부정한다.
- 공동 선택(corporate election)
- 하나님의 중간 지식(middle knowledge)에 근거한 조건부적 선택(conditional election)을 말하는 몰리니즘(molinism)이 있는데 무가 은총 지지자인 존 코레이아(John Correia)가 주장했다.[144][145]
- 하나님의 선택은 항상 봉사를 위해 이루어진다는 관점인 질적 선택(qualitive election)은 그레이스 복음주의 협회(Grace Evangelical Society)와 쇼운 라자(Shawn Lazar)가 주장했다.[146][147]

### 개혁주의 신학과의 5가지 비교점
무가 은총 신학과 TULIP 약자로 요약되는 개혁 신학(또는 칼빈주의)과의 비교는 다음과 같다.
| 칼빈주의 | 무가 은총 |
| --- | --- |
| 전적 타락(Total depravity) : 인간은 전적으로 타락(전적으로 무능력)했기 때문에 하나님에 대한 믿음을 가질 수 없다. | 하나님은 인간에게 선택할 수 있는 능력을 주셨으며, 인간은 하나님을 믿고 그리스도를 믿기로 선택할 수 있다. |
| 무조건적 선택(Unconditional election) : 인간은 스스로 믿음을 가질 수 없다(하나님께서 믿음을 불어 넣으셔야 한다). 하나님은 택하신 사람의 개인적인 선택과는 무관하게 특정 사람들이 자신에게 오도록 선택하셨다. | 하나님은 모든 사람이 그분을 믿기를 원하시며, 선택은 개인의 믿음과 모든 사건에 있어서 하나님의 미리 아심을 따라 이루어진다(베드로전서 1:1-2). (그러나 찰스 라이리와 같은 소수의 무가 은총 신학자들은 무조건적인 선택을 제안하기도 했다.) |
| 제한 속죄(Limited atonement) : 하나님께서는 특정 일부만 선택하시고 나머지는 선택하지 않으셨기에 그리스도의 십자가 죽으심은 오직 택한 자들에게만 적용된다. 따라서 예수님은 모든 사람을 위해 죽으시지 않았다. | 예수님은 모든 사람을 위해 죽으셨지만 오직 그리스도를 믿는 자들에게만 그리스도의 십자가 죽으심이 적용된다. |
| 불가항력적 은혜(Irresistible grace) : 인간은 전적으로 타락하여 하나님께서 택함 받은 자들이 믿지 않을 수 없도록 은혜를 베푸신다. | 사람은 하나님의 은혜를 거부할 수 있고 실제로 거부하기도 한다. 또한 사람은 하나님의 강압 없이도 하나님의 은혜를 받아들인다. |
| 성도의 견인(Perseverance of the saints) : 자신이 구원하는 믿음에 이르는 불가항력적 은혜를 받아들였는지 알 수 있는 유일한 방법은 자신이 순종과 선행에서 계속 자라나고 있는 지를 확인하는 것이다. 순종과 선행은 필연적이다. 이 입장은 믿음을 하나님의 선물로 이해하기에 믿음은 완벽해야 하며 궁극적으로 신자를 완벽하게 만든다고 본다. | 그리스도인은 그가 선행을 하며 인내하는 "은혜의 상태"에 있지 않고 죽는다고 하더라도 영원히 안전하다. 믿음 안에서 인내하는 것은 신자의 선택이며 신자가 현세와 도래할 영원한 세상에서 최고의 기쁨과 성취를 얻을 수 있는 수단이다.          |

## 같이 보기
- 세대주의

1. ↑  "Catechism of the Catholic Church". Retrieved 12 April 2021. Justification is conferred in Baptism, the sacrament of faith. It conforms us to the righteousness of God, who makes us inwardly just by the power of his mercy. Its purpose is the glory of God and of Christ, and the gift of eternal life . . . . Moved by the Holy Spirit and by charity, we can then merit for ourselves and for others the graces needed for our sanctification, for the increase of grace and charity, and for the attainment of eternal life.
2. 1 2 3  Anderson, David (2018). Free Grace Soteriology (3rd. ed.). The Woodlands, TX: Grace Theology Press.
3. 1 2  Dillow, Joseph (2012). Final Destiny: The Future Reign of the Servant Kings.
4. 1 2  Webmaster, G. E. S. (September 1995). "The Faith of Demons: James 2:19 – Grace Evangelical Society"
5. ↑  Farley, Andrew (2014-06-24). Relaxing with God: The Neglected Spiritual Discipline
6. ↑  Bing, Charles (2015). Grace, Salvation, and Discipleship: How to Understand Some Difficult Bible Passages. The Woodlands, TX: Grace Theology Press. pp. 7–30.
7. ↑  Bing, Dr Charlie. "What is". www.gracelife.org. Retrieved 2023-08-29.
8. ↑  Anderson, Dave. Free Grace Soteriology. Xulon Press. ISBN 978-1-60957-715-5.
9. 1 2  Geisler, Norman (October 2021). Systematic Theology: In One Volume. Bastion Books. ISBN 978-1-7376546-0-5.
10. 1 2 3  "Lordship Salvation". Ligonier Ministries. Retrieved 2023-12-03. During the final two decades of the twentieth century, certain dispensational theologians began to propagate the idea that one could be in a state of salvation and lack entirely the fruit of repentance from sin and obedience to Christ. Their particular form of soteriology came to be known as free grace–a title coined by Zane Hodges. Some of the other more well-known adherents of the Free Grace movement were Louis Sperry Chafer, Miles Stanford, and Norman Geisler. Hodges became a particularly well-known proponent of the Free Grace theology because of his 1981 book The Gospel under Siege.
11. ↑  "A Defense of Free Grace Theology". Grace Theology Press. Retrieved 2023-09-03. There were Christians in good standing with the church c.AD 400 who held the doctrine that a person received salvation by faith alone without repentance or good works. Much to Augustine's ire, baptism was practiced immediately if one of them believed in Christ, without first entering prolonged education in Christian faith and morals as a catechumen. For those early Christians, God's future judgment consisted only of payment (reward) or punishment (temporary) for how those Christians lived their lives before God—heaven or hell was not in question.
12. ↑  "CHURCH FATHERS: City of God, Book XXI (St. Augustine)". www.newadvent.org. Retrieved 2023-12-01. But, say they, the Catholic Christians have Christ for a foundation, and they have not fallen away from union with Him, no matter how depraved a life they have built on this foundation, as wood, hay, stubble; and accordingly the well-directed faith by which Christ is their foundation will suffice to deliver them some time from the continuance of that fire, though it be with loss, since those things they have built on it shall be burned.
13. ↑  "Final Destiny: The Future Reign of the Servant Kings". Grace Theology Press. Retrieved 2023-06-08. Pseudo-Chrysostom (5th or 6th century AD) that proposed a similar interpretation of Matthew 5:19-20: But seeing that to break the least commandments and not to keep them are one and the same, why does He say above of him that breaks the commandments, that he shall be the least in the kingdom of heaven, and here of him who keeps them not, that he shall not enter into the kingdom of heaven? … For a man to be in the kingdom is not to reign with Christ, but only to be numbered among Christ's people; what He says then of him that breaks the commandments is, that he shall indeed be reckoned among Christians, yet the least of them.
14. ↑  "Free Grace by Wayne Grudem". Founders Ministries. Retrieved 2023-02-23.
15. ↑  "Dispensationalism and Free Grace: Intimately Linked". Dispensational Publishing. Retrieved 2023-08-20.
16. ↑  Ministries, GraceLife. "A History of Free Grace". www.gracelife.org. Retrieved 2023-01-10.
17. 1 2 3 4 5 6 7 8 9 10 11 12 13 14 15 16 17 18 19 20 21 22 23 24 25 26 27 28 29 30 31 32  Chay, Fred (2017). A Defense of Free Grace Theology: With Respect to Saving Faith, Perseverance, and Assurance. Grace Theology Press. ISBN 978-0-9981385-4-1.
18. 1 2 3  Ministries, GraceLife. "A History of Free Grace". www.gracelife.org. Retrieved 2023-04-13.
19. ↑  “보관된 사본”. 2009년 2월 21일에 원본 문서에서 보존된 문서. 2024년 3월 6일에 확인함.
20. ↑  Dean, Abiding in Christ: A Dispensational Theology of the Spiritual Life, CTS Journal, 2006
21. ↑  "So Great Salvation – Grace Evangelical Society". 2023-06-02. Retrieved 2023-06-05.
22. 1 2 3 4 5  Chay, Fred (2017). A Defense of Free Grace Theology: With Respect to Saving Faith, Perseverance, and Assurance. Grace Theology Press. ISBN 978-0-9981385-4-1.
23. 1 2 3 4  Stegall, Thomas Lewis (July 2009). The Gospel of the Christ: A Biblical Response to the Crossless Gospel Regarding the Contents of Saving Faith. Grace Gospel Press. ISBN 978-0-9799637-4-2.
24. 1 2 3  Wilson, Ken (2020-12-31). Heresy of the Grace Evangelical Society: Become a Christian Without Faith in Jesus As God and Savior. Amazon Digital Services LLC - KDP Print US. ISBN 979-8-5859-6339-1.
25. ↑  "A Critique of the Crossless Gospel – Grace Evangelical Society". 2023-06-05. Retrieved 2023-06-06.
26. 1 2  Bing, Charles (1996). "The Condition for Salvation in John's Gospel". Journal of the Grace Evangelical Society. 9 (16): 25–36. Bing, Charles (1994). "How to Share the Gospel Clearly". Journal of the Grace Evangelical Society. 7 (12): 51–65. Sapaugh, Gregory (2001). "A Response to Hodges: How to Lead a Person to Christ, Parts 1 and 2". Journal of the Grace Evangelical Society. 14 (27): 21–28. Wilson, Kenneth (2006). "Is Belief in Christ's Deity Required for Eternal Life in John's Gospel?". CTSJ. 12 (2): 58–86. "Doctrinal Statement". Grace School of Theology. Retrieved 5 December 2018. "Mission and Beliefs". Free Grace Alliance. Archived from the original on 15 December 2018. Retrieved 5 December 2018.
27. ↑  Ministries, GraceLife. "Salvation And The Inseparability of The Person And Work of Christ". www.gracelife.org. Retrieved 2023-05-12.
28. ↑  Ministries, GraceLife. "The Free Grace Alliance Within the Free Grace Movement: It is What it is!". www.gracelife.org. Retrieved 2023-06-06.
29. ↑  Webmaster, G. E. S. (September 1992). "A Voice from the Past: Sanctification: What Is It? – Grace Evangelical Society". Retrieved 2023-04-14. As a strong advocate of Free Grace in the Brethren assemblies, Mackintosh was harshly censured by southern (U.S.) Presbyterian theologian Robert Dabney
30. ↑  Scofield, Cyrus (1922). In Many Pulpits. Oxford: Oxford University Press
31. ↑  "The Power of the Word of God" on YouTube
32. 1 2  Bob Nyberg. "The Free Grace Fracture" (PDF). 4himnet.com. Retrieved 25 February 2015.
33. ↑  Lightner, Robert (1996). Sin, the Savior, and Salvation: The Theology of Everlasting Life. Grand Rapids, Michigan: Kregel.
34. ↑  Unger, Merrill (1955). Great Neglected Bible Prophecies. Chicago: Scripture Press. pp. 120–122.
35. ↑  Unger, Merrill (2005). The New Unger's Bible Handbook, Rev. Ed. Chicago: Moody. p. 537.
36. ↑  Hodges, Zane (1981). The Gospel Under Siege. Dallas, TX: Redencion Viva.
37. ↑  Hodges, Zane (1989). Absolutely Free: A Biblical Reply to Lordship Salvation. Grand Rapids, MI: Zondervan.
38. ↑  Wilkin, Robert (2005). "Justification by Faith Alone is an Essential Part of the Gospel". Journal of the Grace Evangelical Society: 1–13.
39. ↑  Stanley, Charles (1998). Understanding Eternal Security: Secure in God's Unconditional Love. Nashville, TN: Thomas Nelson.
40. ↑  Evans, Anthony (2008). Theology You Can Count On. Chicago: Moody.
41. ↑  "Isn't It Risky to Embrace Grace? Pt. 1" on YouTube
42. ↑  "William R. Newell". Pilkingtonandsons.com. 1956-04-01. Retrieved 2015-02-25.
43. ↑  Latham, Lance (1984). The Two Gospels. Streamwood, Illinois: Awana Clubs International.
44. ↑  Moyer, Larry (1997). Free and Clear: Understanding & Communicating God's Offer of Eternal Life. Grand Rapids, MI: Kregel.
45. ↑  Radmacher, Earl (2007). Salvation. Swindoll Leadership Library Series. Nashville, TN: Thomas Nelson.
46. ↑  Bing, Charles (2010). Lordship Salvation: A Biblical Evaluation and Response (2 ed.). Xulon."Lordship Salvation". GraceLife Ministries. 2010-01-01. Retrieved 2020-08-06.
47. ↑  Chay, Fred, ed. (2017). A Defense of Free Grace Theology. The Woodlands, TX: Grace Theology Press.
48. ↑  Tanner, Paul, ed. (2017). A Defense of Free Grace Theology. The Woodlands, TX: Grace Theology Press.
49. ↑  "The Gospel Driven Man – Grace Evangelical Society". Retrieved 2023-04-17.
50. ↑  "Shawn Lazar – Grace Evangelical Society". Retrieved 2023-04-13.
51. ↑  "Kenneth W. Yates – Grace Evangelical Society". Retrieved 2023-05-12.
52. ↑  "The Coming Kingdom: What Is the Kingdom and How Is Kingdom Now Theology Changing the Focus of the Church? – Grace Evangelical Society". Retrieved 2023-05-12.
53. 1 2  Niemelä, John (July 2015). "Was the Gospel Lost Until the Reformation? – Grace Evangelical Society". Retrieved 2020-09-10.
54. 1 2  Rokser, Dennis M.; Stegall, Thomas L.; Witzig, Kurt (2015-09-18). Should Christians Fear Outer Darkness?. Grace Gospel Press. ISBN 978-1-939110-10-7.
55. ↑  Hyles, Jack. Enemies of Soul Winning. Exactly what do we mean when we say, "Lordship Salvation"? We are talking about the false doctrine that says that in order for a person to be saved, he must make Jesus the Lord of his life. If that doctrine were true, then no one could be saved, because as long as we are limited by these fleshly bodies, we will be unable to make Jesus totally the Lord of our lives.... There are those who say we have to repent of our sins in order to be saved. No, we have to repent only of the thing that makes us unsaved, and that is unbelief. If a person needs to turn from his sins in order to be saved, what sins does he turn from? Does he turn from pride? Does he turn from selfishness? Does he turn from covetousness? The truth is, nobody can turn from all of his sins until he is raptured and he receives a body like the body of the Saviour.
56. ↑  "Repentance Versus the Heresies of Curtis Hutson & Jack Hyles – Grace Evangelical Society". 2023-10-03. Retrieved 2023-10-04.
57. 1 2  Hodges, Zane Clark (2011-11-15). A Free Grace Primer: The Hungry Inherit, the Gospel Under Siege, and Grace in Eclipse. Grace Evangelical Society. ISBN 978-0-9788773-9-2.
58. ↑  "Free Grace Theology on Trial: A Refutation of "Historical Protestant" Soteriology – Grace Evangelical Society". 2023-05-16. Retrieved 2023-05-16.
59. ↑  Ruckman, Peter (1980). Eternal Security.
60. ↑  Lazar, Shawn (2016-08-26). "A Vast Difference: M. R. DeHaan on Salvation and Discipleship – Grace Evangelical Society". Retrieved 2024-01-25.
61. ↑  "A Seminary to the World - Grace School of Theology". Grace School of Theology. Retrieved 2018-10-23.
62. ↑  "Free Grace Alliance". Free Grace Alliance. 2013-10-24. Retrieved 2013-12-02.
63. ↑  Wilkin, Bob (11 February 2022). "What Denominations Hold to Free Grace? – Grace Evangelical Society". Retrieved 2023-01-10.
64. ↑  Lazar, Shawn (24 August 2021). "Are There Any Free Grace Denominations? – Grace Evangelical Society". Retrieved 2023-04-18.
65. ↑  "Find a Free Grace Church | Free Grace Churches". Free Grace Alliance. Archived from the original on 2018-10-23. Retrieved 2018-10-23.
66. ↑  Bock, Darrell. "Curriculum Vitae". Bible.org Blogs. Retrieved 23 November 2020.
67. ↑  "History - Grace School of Theology". Grace School of Theology. Retrieved 2018-10-23.
68. ↑  "History". Grace School of Theology. Retrieved 12 December 2018.
69. ↑  "Vision". Grace School of Theology. Retrieved 20 December 2018.
70. ↑  "Accreditation". Grace School of Theology. Retrieved 20 December 2018.
71. ↑  "Locations". Grace School of Theology. Retrieved 20 December 2018.
72. ↑  "Faculty - Grace School of Theology". Grace School of Theology. Retrieved 2018-10-23.
73. ↑  "Grace Theology Press by Grace School of Theology". Grace Theology Press. Retrieved 2018-10-23.
74. ↑  "History". Free Grace Alliance. Archived from the original on 21 December 2018. Retrieved 20 December 2018.
75. ↑  Bing, Charles (November 14, 2014). "The Free Grace Alliance within the Free Grace Movement: It Is What It Is!". Free Grace Alliance National Conference.
76. 1 2  Reiher, Don (2010). "Zane Hodges and GES Did Not Change the Gospel". Journal of the Grace Evangelical Society. 23 (45): 31–58.
77. ↑  "Free Grace Alliance Announces an Open Break from the Grace Evangelical Society and its "Crossless" Gospel". InDefenseOfTheGospel.blogspot.com. Retrieved 20 December 2018.
78. ↑  "Member Ministries". Free Grace Alliance. Archived from the original on 21 December 2018. Retrieved 20 December 2018.
79. ↑  Lazar, Shawn (28 June 2019). "J. Dwight Pentecost on Eternal Security and the Promise of Life – Grace Evangelical Society". Retrieved 2020-09-10.
80. ↑  "How to Lead People to Christ". faithalone.org. September 2000. Retrieved 2020-09-10.
81. 1 2  Wilson, Kenneth (2020). Heresy of the Grace Evangelical Society: Become a Christian without Faith in Jesus as God and Savior. Regula Fidei Press. ISBN 9798585963391.
82. ↑  "Affirmations of Belief". faithalone.org. Retrieved 4 October 2022.
83. ↑  Anderson, David (2008). "Is Belief in Eternal Security Necessary for Justification". CTSJ (13): 49.
84. ↑  Wilson, Kenneth (2020). Heresy of the Grace Evangelical Society: Become a Christian without Faith in Jesus as God and Savior. Regula Fidei Press. pp. 167–74, Appendix A - The Niemelä Fallacy. ISBN 9798585963391.
85. ↑  "Grace Evangelical Society Seminary – Grace Evangelical Society". 2023-10-03. Retrieved 2023-10-04.
86. ↑  "About | United States | Grace Biblical Seminary". www.gracebiblicalseminary.com. Retrieved 2023-08-20.
87. ↑  "SpiritAndTruth.org Soteriology by Andy Woods". www.spiritandtruth.org. Retrieved 2023-04-07.
88. ↑  "Distinctives". Chafer Theological Seminary. Retrieved 2023-05-20. We hold fast to free grace—the view that God saves mankind by grace alone through faith alone in Jesus Christ alone. No works before, during, or after the moment of initial faith in Christ contribute anything to the free gift of forgiveness and eternal life that one receives through faith in Jesus Christ. The absence of good works during or after the moment of faith subtracts nothing from one's eternal position in Christ. However, good works determine whether one will receive eternal rewards.
89. ↑  Lazar, Shawn (10 July 2012). "The Restart of Florida Bible College Update – Grace Evangelical Society". Retrieved 2023-04-16.
90. ↑  "The Gospel Driven Man – Grace Evangelical Society". Retrieved 2023-04-24.
91. ↑  "Shawn Lazar – Grace Evangelical Society". 2016-10-17. Retrieved 2023-08-20.
92. ↑  "Home". Free Grace International. Retrieved 2023-05-25.
93. ↑  Bing, Charles (2010). Lordship Salvation: A Biblical Evaluation and Response. Xulon.
94. ↑  Anderson, David (2013). Maximum Joy: First John – Relationship or Fellowship? (New Study ed.). The Woodlands, TX: Grace Theology Press.
95. ↑  Radmacher, Earl (2007). Salvation. Swindoll Leadership Library. Nashville, TN: Thomas Nelson. pp. 143–186.
96. ↑  Dillow, Joseph (2012). Final Destiny: The Future Reign of the Servant Kings. pp. 350–390.
97. ↑  Charles, Stanley (1998). Understanding Eternal Security: Secure in God's Unconditional Love. Nashville, TN: Thomas Nelson.
98. ↑  Dillow, Joseph (2012). Final Destiny: The Future Reign of the Servant Kings. pp. 719–738.
99. ↑  Moyer, Larry (1997). Free and Clear: Understanding & Communicating God's Offer of Eternal Life. Grand Rapids, MI: Kregel. pp. 57–79.
100. ↑  Radmacher, Earl (Spring 1995). "Believers and the Bema". Journal of the Grace Evangelical Society. 8 (14).
101. ↑  Dillow, Joseph (2012). Final Destiny: The Future Reign of the Servant Kings. pp. 910–989.
102. ↑  Hodges, Zane Clark (1989). Absolutely Free!: A Biblical Reply to Lordship Salvation. Zondervan. ISBN 978-0-310-51960-7.
103. ↑  Affirmation of Belief* Revised August 8, 2005  Wayback Machine
104. ↑  Lazar, Shawn (2017-03-17). "Perpetually Carnal, Yet Eternally Secure? – Grace Evangelical Society". Retrieved 2023-05-20.
105. ↑  Stanley, Charles (1990). Eternal Security: Can You Be Sure?. Nashville, TN: Thomas Nelson. pp. 81, 116–118. ISBN 0840790953.
106. ↑  Lazar, Shawn (2017-10-18). "Wrath and Righteousness – Grace Evangelical Society". Retrieved 2023-07-23.
107. ↑  Dillow, Joseph (2012). Final Destiny: The Future Reign of the Servant Kings. pp. 990–1030.
108. ↑  E.g., Dick Seymour, All About Repentance (1974)[page needed]; G. Michael Cocoris, Lordship Salvation, Is it Biblical? (circa 1983)[page needed] and Repentance: The Most Misunderstood Word in the Bible (1993)[page needed]; Curtis Hutson, Repentance, What does the Bible Teach[page needed]; Richard Hill, Why a Turn or Burn Theology is Wrong[page needed]; and Ronald R. Shea, The Gospel booklet (1988)[page needed]; and numerous articles by John R. Rice and Curtis Hutson in the Sword of the Lord magazine.[verification needed]
109. ↑  Bing, Dr Charlie. "Repentance: What's in a Word". www.gracelife.org. Retrieved 2023-04-17.
110. ↑  "3. New Testament Repentance: Lexical Considerations | Bible.org". bible.org. Retrieved 2023-06-08.
111. ↑  Wilkin, Bob (14 December 2018). "Unless You Repent You Will All Likewise Perish (Luke 13:3, 5) – Grace Evangelical Society". Retrieved 2023-05-12.
112. ↑  "Harmony with God – Grace Evangelical Society". Retrieved 2023-06-08.
113. ↑  "Turn and Live: The Power of Repentance – Grace Evangelical Society". Retrieved 2023-06-08.
114. ↑  Wilkin, Bob (14 December 2022). "Will There Be Haves and Have-Nots in Jesus' Kingdom? – Grace Evangelical Society". Retrieved 2023-04-18.
115. 1 2  Ministries, GraceLife. "The Free Grace Alliance Within the Free Grace Movement: It is What it is!". www.gracelife.org. Retrieved 2023-04-18.
116. ↑  Wilkin, Bob (25 January 2019). "C. I. Scofield About Eternal Rewards – Grace Evangelical Society". Retrieved 2023-04-18.
117. ↑  "Final Destiny: The Future Reign of the Servant Kings". Grace Theology Press. Retrieved 2023-05-16.
118. 1 2 3 4 5 6  Dillow, Joseph C. (September 2013). Final Destiny: The Future Reign of the Servant Kings. Grace Theology Press. ISBN 978-0-9884112-7-2.
119. ↑  Geisler, Norman L. (August 2010). Chosen But Free: A Balanced View of God's Sovereignty and Free Will. Bethany House. ISBN 978-0-7642-0844-7.
120. ↑  Kendall, R. T. (2005). Once Saved, Always Saved. Authentic Media. ISBN 978-1-932805-27-7.
121. ↑  Hodges, Zane (March 2018). A Free Grace Primer. Grace Evangelical Society. ISBN 978-1-943399-24-6.
122. ↑  Wilkin, Bob (September 1994). "Can Faith Without Works Save? – James 2:14 – Grace Evangelical Society". Retrieved 2023-01-10.
123. ↑  "Dead Faith: What Is It?—A Study on James 2:14–26 – Grace Evangelical Society". Retrieved 2023-02-21.
124. ↑  Bing, Dr Charlie. "Faith and Works in James 2:14". www.gracelife.org. Retrieved 2023-02-21.
125. ↑  Wilson, Kenneth (2020). "Reading James 2:19–20 Through Anti-Donatist Eyes: Untangling Augustine's Exegetical Legacy". JBL. 139 (2): 389–410.
126. 1 2 3  "So Great Salvation – Grace Evangelical Society". Retrieved 2023-01-10.
127. 1 2  Ministries, GraceLife. "Every Christian's Final Destiny". www.gracelife.org. Retrieved 2023-05-12.
128. ↑  "A Victorian Dissenter: Robert Govett and the Doctrine of Millennial Reward – Grace Evangelical Society". Retrieved 2023-05-12.
129. ↑  "What Is the Outer Darkness? – Grace Evangelical Society". Retrieved 2023-05-05.
130. ↑  Stanley, Charles F. (1990-08-27). Eternal Security. Thomas Nelson. ISBN 978-1-4185-3015-0.
131. ↑  Wilkin, Bob (10 January 2022). "Is the Outer Darkness Protestant Purgatory? – Grace Evangelical Society". Retrieved 2023-05-05.
132. ↑  Hawley, Grant (October 2017). Dispensationalism and Free Grace: Intimately Linked. Dispensational Publishing House. ISBN 978-1-945774-14-0.
133. ↑  Breshears, Gerry (November 21–23, 1991). New Directions in Dispensationalism. Evangelical Theological Society 43rd National Conference. Kansas City, MO. OCLC 58480089.
134. ↑  Ministries, GraceLife. "The Free Grace Alliance Within the Free Grace Movement: It is What it is!". www.gracelife.org. Retrieved 2023-10-10.
135. 1 2 3  Anderson, David R. (November 2012). Free Grace Soteriology. Grace Theology Press. ISBN 978-0-9884112-0-3.
136. ↑  "Dallas Theological Seminary Website". Dts.edu. Archived from the original on 2018-06-28. Retrieved 2013-12-02.
137. ↑  Dillehay, Justin (15 June 2017). "How 'Free Grace' Theology Diminishes the Gospel". The Gospel Coalition. Retrieved 2023-01-28.
138. ↑  Webmaster, G. E. S. (August 2022). "Robert Sandeman (1718-1771) – Grace Evangelical Society". Retrieved 2023-05-12.
139. ↑  Patterson, Darrell. "IS JESUS' SUBSTITUTIONARY DEATH FOR SIN NECESSARY TO BELIEVE FOR ETERNAL LIFE ACCORDING TO JOHN'S GOSPEL?". Grace Gospel Press. Retrieved 2023-05-17.
140. ↑  Webmaster, G. E. S. (2009-11-01). "Has Grace in Focus Put the Free-Grace Gospel Out of Focus? – Grace Evangelical Society". Retrieved 2023-06-06.
141. ↑  Bing, Dr Charlie. "The Rewards for Overcomers in Revelation 2-3". www.gracelife.org. Retrieved 2023-05-16.
142. 1 2 3  Ryrie, Charles C. (1999-01-11). Basic Theology: A Popular Systematic Guide to Understanding Biblical Truth. Moody Publishers. ISBN 978-1-57567-498-8.
143. ↑  "A Review of Lewis Sperry Chafer's "Systematic Theology" | Bible.org". bible.org. Retrieved 2023-10-30.
144. ↑  Lazar, Shawn (2023-01-24). "Is Free Grace Compatible with Molinism?". Free Grace International. Retrieved 2023-12-05.
145. ↑  "Refreshing Grace: God's Will, Our Will, in Focus – Grace Evangelical Society". 2023-12-04. Retrieved 2023-12-05.
146. ↑  "Chosen to Serve: Why Divine Election Is to Service, Not to Eternal Life – Grace Evangelical Society". Retrieved 2023-10-30.
147. ↑  Wilkin, Bob (2022-11-15). "election to service – Grace Evangelical Society". Retrieved 2023-10-30.
148. ↑  "The Doctrine of Absolute Inability". Grace to You. Retrieved 15 December 2018.
149. ↑  "Doctrinal Statement". Grace School of Theology. Retrieved 15 December 2018.
150. ↑  Grudem, Wayne. "Election Is Not Based on God's Foreknowledge of Our Faith". Monergism. Retrieved 15 December 2018.
151. ↑  Cobb, John (1954). "Election Is Based on Foreknowledge". Review and Expositor. 51 (1): 22–28. doi:10.1177/003463735405100103. S2CID 146858973.
152. ↑  Schwertley, Brian. "Limited Atonement". Monergism. Retrieved 15 December 2018.
153. ↑  Waite, D.A. "Calvin's Error of Limited Atonement". UK Apologetics. Retrieved 15 December 2018.
154. ↑  See also Alcorn, Randy. "What Is Your View on Limited Atonement?". Eternal Perspective Ministries. Retrieved 15 December 2018.
155. ↑  Murray, John. "Irresistible Grace". Ligonier Ministries. Retrieved 15 December 2018.
156. ↑  Smith, C. Fred (2010). "Whosoever Will: A Review Essay". LBTS Faculty Publications and Presentations: 377.
157. ↑  Piper, John (15 March 2008). "Perseverance of the Saints". Desiring God. Retrieved 15 December 2018.
158. ↑  Stanley, Charles (1990). Eternal Security: Can You Be Sure?. Nashville, TN: Oliver Nelson. p. 80. ISBN 9780840790958.